# Березівка (річка)
Березівка — річка в Україні, у Романівському районі Житомирської області. Ліва притока Шийки (басейн Дніпра).

## Опис
Довжина річки приблизно 3,8 км.

## Розташування
Бере початок на північному сході від Товщі. Тече переважно на південний схід і у Соболівці впадає у річку Шийку, ліву притоку Тетерева.